# Indila
Ne doit pas être confondu avec Indira (chanteuse).
Indila, nom de scène d'Adila Sedraïa, est une auteure-compositrice-interprète et productrice française, née le 26 juin 1984 (ou 26 avril 1984 selon d’autres sources) à Paris.
Après plusieurs collaborations avec des rappeurs français, elle connaît un grand succès en France et dans le monde en 2014 avec son premier album solo, Mini World, qui lui vaut une Victoire de l'album révélation de l'année en 2015.
Son titre Dernière Danse est la première chanson en langue française ayant dépassé le milliard de vues sur YouTube, en mai 2023.

## Biographie
Indila est discrète quant à sa biographie ; elle estime « être quelqu'un de banal » et « avoir envie de le rester ». Elle se décrit toutefois comme « une enfant du monde » ; elle dit avoir des origines algériennes mais aussi cambodgiennes, égyptiennes et indiennes — tout en étant une vraie Parisienne. « Indila », qu'elle considère comme étant son deuxième prénom, vient d'ailleurs de sa passion pour l'Inde.
Indila est influencée par de nombreux artistes comme Michael Jackson, Ismaël Lô, Buika, Warda, Jacques Brel, Edith Piaf, Lata Mangeshkar et Jean-Jacques Goldman. Elle décrit son univers musical comme de la  « Variety World », sans préciser si ses morceaux s'inscrivent dans un sous-genre particulier, expliquant que « choisir, c'est renoncer ». Elle chante en français, en anglais, et même en hindi comme sur le morceau Thug Mariage de Rohff.
Sa rencontre avec Skalpovich est décisive : producteur, ex-DJ, il l’introduit dans le milieu du rap et lui permet de faire des duos avec Rohff, Youssoupha ou encore Soprano. Ensemble, ils composent le premier album d’Indila, Mini World : sorti le 24 février 2014, l’album se hisse en tête des ventes en France dès la première semaine.

### Carrière
Indila se fait connaître grâce à des collaborations avec de nombreux artistes, comme Soprano, TLF, Rohff, Nessbeal, L'Algérino, DJ Abdel, Patrick Bruel ou Youssoupha. Elle fait paraître son premier single solo, Dernière Danse, le 13 novembre 2013, extrait de son premier album Mini World. L'album paraît le 24 février 2014 et est distribué par Capitol Music France,. L'album est certifié disque de diamant en France, et disque d'or en Belgique, avec plus de 260 000 exemplaires écoulés en juin 2014. Le single atteint la deuxième position des téléchargements en France. Elle fait paraître le vidéoclip de son nouveau single SOS, initialement tourné en Grèce.
Indila atteint les sommets des ventes d'album grâce aux concerts dans plusieurs pays non-francophones comme la Turquie, la Grèce, la Roumanie, la République tchèque, le Monténégro, la Serbie. En Pologne, Indila est l'artiste ayant vendu le plus de disques en 2014, Dernière Danse étant la chanson la plus vendue de l'année.
En mars 2014, Indila annonce la réalisation en cours d'un deuxième album. En octobre 2014, elle annonce une réédition de son album Mini World pour une sortie le 17 novembre 2014. Grâce à cet album, elle reçoit, le 13 février 2015, la Victoire de la musique de l'Album révélation et annonce à cette occasion se retirer de la scène médiatique le temps de travailler son deuxième album.
Après cinq années sans sortie d'album et de single, Indila annonce le 20 août 2019 via ses réseaux sociaux son retour avec le single Parle à ta tête ; le titre sort le 23 août 2019,. Le clip de cette chanson est sorti le 14 novembre 2019.
En avril 2021, le single Carrousel d'Amir est en duo avec Indila.
En janvier 2023, Zaho dévoile le titre Roi 2 cœur en duo avec Indila, sur son album Résilience.
Tourner dans le vide connaît une nouvelle popularité quand des fans d'Andrew Tate, « roi de la masculinité toxique » assumé,, la reprennent dans des mèmes sur TikTok.
En mai 2023, sa chanson Dernière Danse devient le premier clip musical francophone à dépasser le milliard de vues sur YouTube ; le succès de la chanson, déjà notable en 2014, a été favorisé dans la durée par les centaines de milliers de reprises sur des vidéos TikTok. À l'occasion des dix ans de sa sortie, l'année suivante, un remix techno a été dévoilé, réalisé avec le producteur Bennett.
En 2025, la chanteuse a tourné un nouveau clip et il semble qu'un nouvel album vient bientôt, onze ans après le premier.

## Discographie
La discographie d'Indila est composée d'un album (Mini World, 2014) et de plusieurs singles.

### Albums studio
| Titre      | Détails de l'album                                                                    | Meilleure position | Meilleure position | Meilleure position | Meilleure position | Meilleure position | Meilleure position | Meilleure position | Ventes                                          | Certifications                 |
| Titre      | Détails de l'album                                                                    | ALL                | BEL (FL)           | BEL (WAL)          | FRA                | POL                | SUI                | SUI (ROM)          | Ventes                                          | Certifications                 |
| ---------- | ------------------------------------------------------------------------------------- | ------------------ | ------------------ | ------------------ | ------------------ | ------------------ | ------------------ | ------------------ | ----------------------------------------------- | ------------------------------ |
| Mini World | - Sortie : 24 février 2014 - Label : Capitol, Universal - Format : CD, téléchargement | 32                 | 16                 | 1                  | 1                  | 1                  | 11                 | 2                  | - : 935 000 - 1 400 000 , - : 660 000 - 700 000 | - : Diamant - : Diamant - : Or |

### Chansons

#### Singles
| Titre                                                               | Année | Meilleure position | Meilleure position | Meilleure position | Meilleure position | Meilleure position | Meilleure position | Meilleure position | Meilleure position | Meilleure position | Meilleure position | Certifications | Album      |
| Titre                                                               | Année | ALL                | AUT                | BEL (FL)           | BEL (WAL)          | FRA ,              | GRÈ                | ISR                | POL                | SUI                | SUI (ROM)          | Certifications | Album      |
| ------------------------------------------------------------------- | ----- | ------------------ | ------------------ | ------------------ | ------------------ | ------------------ | ------------------ | ------------------ | ------------------ | ------------------ | ------------------ | -------------- | ---------- |
| Dernière Danse                                                      | 2013  | 47                 | 72                 | 5                  | 2                  | 2                  | 1                  | 1                  | 3                  | 15                 | 2                  | - : Platine    | Mini World |
| Tourner dans le vide                                                | 2014  | —                  | —                  | —                  | 11                 | 13                 | 10                 | 96                 | 78                 | —                  | —                  |                | Mini World |
| S.O.S                                                               | 2014  | —                  | —                  | —                  | 5                  | 8                  | 10                 | —                  | 16                 | 60                 | 8                  |                | Mini World |
| Run Run                                                             | 2014  | —                  | —                  | —                  | —                  | 59                 | —                  | —                  | —                  | —                  | —                  |                | Mini World |
| Love Story                                                          | 2014  | —                  | —                  | —                  | 48                 | 57                 | —                  | —                  | —                  | —                  | —                  |                | Mini World |
| Parle à ta tête                                                     | 2019  | —                  | —                  | —                  | —                  | 2                  | —                  | —                  | —                  | —                  | —                  | : Or           |            |
| « — » indique que le single n'est pas sorti ou classé dans le pays. |       |                    |                    |                    |                    |                    |                    |                    |                    |                    |                    |                |            |

#### Singles en collaboration
| Titre                                                               | Année | Meilleure position | Meilleure position | Meilleure position | Album      |
| Titre                                                               | Année | FRA                | BEL (WAL)          | SUI                | Album      |
| ------------------------------------------------------------------- | ----- | ------------------ | ------------------ | ------------------ | ---------- |
| Hiro (Soprano featuring Indila)                                     | 2010  | 2                  | 27                 | —                  | La Colombe |
| Dreamin' (Youssoupha featuring Indila et Skalpovich)                | 2012  | 14                 | —                  | 65                 | Noir D**** |
| « — » indique que le single n'est pas sorti ou classé dans le pays. |       |                    |                    |                    |            |

#### Autres chansons classées
| Single              | Année | Meilleure position | Album                       |
| Single              | Année | FRA                | Album                       |
| ------------------- | ----- | ------------------ | --------------------------- |
| Comme un bateau     | 2014  | 153                | Mini World (Deluxe Edition) |
| Ego                 | 2014  | 149                | Mini World (Deluxe Edition) |
| Boîte en argent     | 2014  | 121                | Mini World (Deluxe Edition) |
| Tu ne m'entends pas | 2014  | 116                | Mini World (Deluxe Edition) |
| Mini world          | 2014  | 136                | Mini World (Deluxe Edition) |
| Feuille d'automne   | 2014  | 80                 | Mini World (Deluxe Edition) |
| Ainsi bas la vida   | 2014  | 103                | Mini World (Deluxe Edition) |

#### Autres collaborations
- 2010 : Trinité (L'Algérino featuring Indila)
- 2010 : Poussière d'empire (Nessbeal featuring Indila)
- 2010 : Criminel (TLF featuring Indila)
- 2010 : Thug Mariage (Rohff featuring Indila)
- 2010 : Hiro (Soprano featuring Indila)
- 2011 : Press Pause (OGB featuring Indila)
- 2011 : Bye Bye Sonyé (DJ Abdel featuring Indila)
- 2012 : Yema (Kayna Samet featuring Indila)
- 2015 : Garde l'équilibre (H-Magnum featuring Indila)
- 2020 : Carrousel (Amir featuring Indila) Platine[32]
- 2023 : Roi 2 cœur (Zaho featuring Indila)

## Distinctions

### MTV Europe Music Awards
| Année | Travail nommé | Catégorie                 | Résultat   |
| ----- | ------------- | ------------------------- | ---------- |
| 2014  | Indila        | Meilleur artiste français | Lauréat    |
| 2014  | Indila        | Meilleur artiste européen | Nomination |

### NRJ Music Awards
| Année | Travail nommé  | Catégorie                             | Résultat   |
| ----- | -------------- | ------------------------------------- | ---------- |
| 2014  | Dernière Danse | Chanson francophone de l'année        | Nomination |
| 2015  | Indila         | Artiste féminine française de l'année | Nomination |

### Trace Urban Music Awards
| Année | Travail nommé | Catégorie          | Résultat |
| ----- | ------------- | ------------------ | -------- |
| 2014  | Indila        | Artiste de l'année | Lauréat  |

### Victoires de la musique
| Année | Travail nommé                                       | Catégorie                   | Résultat   |
| ----- | --------------------------------------------------- | --------------------------- | ---------- |
| 2015  | Mini World                                          | Album révélation de l'année | Lauréat    |
| 2015  | Dernière Danse (réalisateur : Sylvain Bressollette) | Vidéo-clip                  | Nomination |